# Imperatore Teodosio e sant'Ambrogio (Rubens 1617-18)

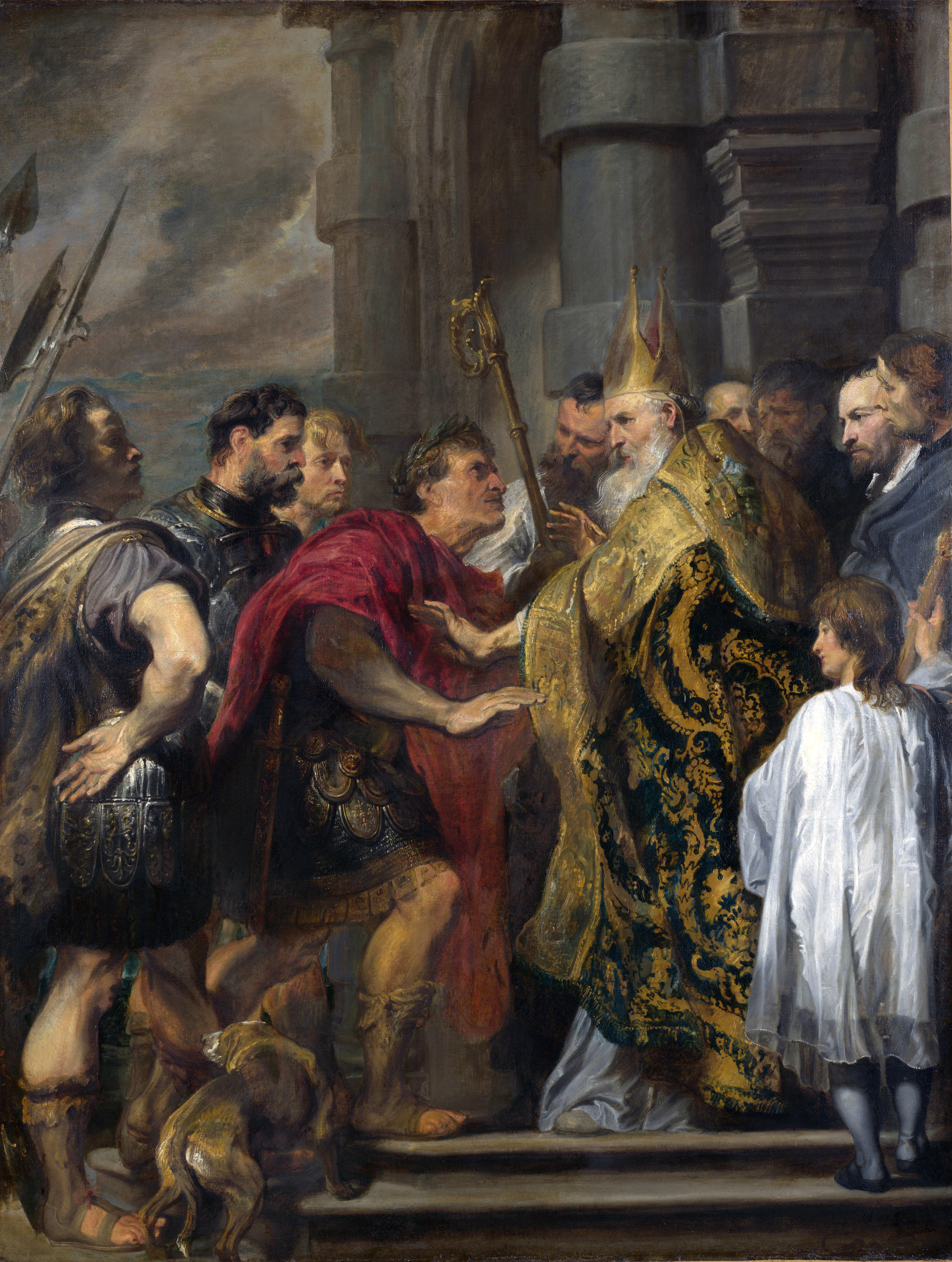
L'imperatore Teodosio e sant'Ambrogio nella versione del 1619-20, opera di van Dyck.

L'imperatore Teodosio e sant'Ambrogio è un dipinto di Rubens.
Questo dipinto fu realizzato nel 1618 da Rubens, con l'aiuto del più valente dei suoi aiutanti, Antoon van Dyck. Il disegno preparatorio fu opera di Rubens, mentre il quadro fu realizzato quasi completamente solamente da van Dyck. Qualche anno più tardi, van Dyck dipinse un quadro molto simile, ora conservato a Londra.
Le differenze con il dipinto di van Dyck sono evidenti: l'architettura di fondo è meno definita, Teodosio ha la barba, e mancano alcuni particolari come la lancia e le alabarde.
Si narra il particolare dell'incontro di Teodosio I, imperatore romano, con l'arcivescovo di Milano Ambrogio. Teodosio aveva fatto massacrare una folla della città di Tessalonica che, nel tumulto, aveva ucciso uno dei suoi generali. In procinto di entrare nel Duomo di Milano, l'imperatore fu fermato da Ambrogio, che pretese che rimanesse fuori dalla chiesa. È proprio questo l'attimo immortalato da Rubens e van Dyck, quando il padre della Chiesa ferma sulle porte del duomo l'imperatore ed il suo seguito.